# Heterofobi
Heterofobi är en irrationell rädsla för eller motvilja mot heterosexuella personer och heterosexuella institutioner. Begreppet myntades som en direkt analogi till homofobi, och används av vissa motståndare till olika juridiska jämlikheter och medborgerliga rättigheter för homo-, bisexuella och transpersoner (HBT).